# اورشکا ژولنیر
اورشکا ژولنیر (اسلوونیایی: Urška Žolnir؛ زادهٔ ۹ اکتبر ۱۹۸۱) جودوکار اهل اسلوونی است.
از افتخارات وی میتوان به کسب مدال طلا جودو وزن ۶۳ کیلوگرم در بازی‌های المپیک تابستانی ۲۰۱۲ اشاره کرد.